# Enar Berglund
Enar Sigfrid Harald Berglund (i riksdagen kallad Berglund i Strömnäs), född 15 februari 1888 i Ytterlännäs socken, död 5 augusti 1972 i Kramfors, var en svensk lärare och riksdagsman (socialdemokraterna).
Enar Berglund var riksdagsledamot i första kammaren för Västernorrlands läns och Jämtlands läns valkrets 1937-1938.